# Jesper Strömblad
Jesper Strömblad (Göteborg, 28 novembre 1972) è un musicista svedese.
È stato il chitarrista, nonché fondatore della melodic death metal band In Flames, con i quali ha suonato fino al 2010.
Ha suonato anche negli album Beware the Heavens dei Sinergy, The Book of Truth dei Ceremonial Oath e Glory to the Brave degli Hammerfall (con cui ha suonato come batterista e ha scritto alcuni brani presenti nei primi tre album). È il fondatore anche della melodeath-thrash metal band Dimension Zero.
Nel 2010, dopo aver abbandonato gli In Flames, fonda la band The Resistance.
Nel 2021 fonda i The Halo Effect, assieme a [[Mikael Stanne]] dei [[Dark Tranquillity]] e altri ex-membri degli In Flames.

## Discografia

### Con gli In Flames
- 1994 - Lunar Strain/Subterrean
- 1995 - The Jester Race
- 1997 - Whoracle
- 1999 - Colony
- 2000 - Clayman
- 2002 - Reroute to Remain
- 2004 - Soundtrack to Your Escape
- 2006 - Come Clarity
- 2008 - A Sense of Purpose

### Con i Ceremonial Oath
- 1993 - The Book of Truth

### Con gli Hammerfall
- 1997 - Glory to the Brave

### Con i Sinergy
- 1999 - Beware the Heavens

### Con i Dimension Zero
- 2002 - Silent Night Fever
- 2003 - This Is Hell
- 2007 - He Who Shall Not Bleed

### Con gli All Ends
- 2007 - Wasting Life EP
- 2008 - All Ends

## Equipaggiamento

### Chitarre
- Gibson Flying V
- Gibson Explorer Voodoo
- Gibson Gothic Explorer II
- ESP EX Series Custom

### Amplificatori
- Peavey 6505
- Peavey 5150

### Effetti
- Line 6 POD XT